# Clădirea fostului Club al nobilimii județene (Tiraspol)
Clădirea fostului Club al nobilimii județene este o clădire amplasată în Tiraspol, Republica Moldova. Este un monument istoric și arhitectural de importanță națională inclus în Registrul monumentelor Republicii Moldova ocrotite de stat cu nr. 31 (municipiul Tiraspol). Datează de la sf. sec. XIX.